# Carburo de titanio
El carburo de titanio es un compuesto de titanio y carbono de fórmula TiC. Es un material cerámico, en forma de polvos grises o de sólido cristalino, negro, brillante, extremadamente duro, de 9 a 9,5 en la escala de Mohs. Conduce la corriente eléctrica. Se utiliza en la fabricación de herramientas de corte.

## Propiedades
El carburo de titanio pertenece a los llamados compuestos intersticiales, esto le permite tener muy buena conductividad eléctrica a pasar de ser una cerámica, tiene un coeficiente de temperatura positivo. La estructura de compuesto está formada por átomos de carbono incrustados en la retícula del titanio metálico. Posee una estructura cristalina cúbica similar a la del cloruro de sodio con una considerable anchura de fase La composición de los componentes a menudo no es estequiométrica y oscila entre TiC1,0-TiC0,3. o TiC0.47, según otros autores. Esta estequiométrica permite que espacios de los átomos no metálicos quedar sin relleno. Ocupación completa es difícil, no del todo logrado TiC0,98. Se caracteriza por una particularmente alta dureza de hasta 4000 HV. y se funde solo a una temperatura de 3140 °C. Es, sin embargo, muy frágil. La resistencia a la flexión es de 240-400 MPa, la dureza HV1 a 22 -30 GPa y el módulo elástico a 550 a 570 GPa. El compuesto es relativamente inerte, es estable en aire hasta 800 °C, se oxida con oxígeno a dióxido de titanio a una temperatura alrededor de solo 450 °C. El carburo de titanio reacciona con el nitrógeno para formar nitruro de titanio a aproximadamente 1 000 °C. El carburo de titanio es prácticamente insoluble en agua, ni en soluciones fuertemente alcalinas. Es insoluble en ácido clorhídrico y ácido sulfúrico, pero es soluble en ácido nítrico y ácido fluorhídrico.

## Síntesis
Se genera carburo de titanio a través de la deposición física de vapor (PVD) partiendo de titanio y metano:
{\displaystyle \mathrm {Ti+\ CH_{4}\longrightarrow \ TiC+2\ H_{2}} }
Si se emplea la deposición química de vapor (CVD) se utiliza como material de partida de cloruro de titanio (IV) y metano:
{\displaystyle \mathrm {TiCl_{4}+\ CH_{4}\longrightarrow \ TiC+4\ HCl} }
También se puede obtener carburo de titanio, por reducción carbotérmica de dióxido de titanio:
{\displaystyle \mathrm {TiO_{2}+3\ C\longrightarrow TiC+2\ CO} }
Se puede obtener por síntesis a partir de los elementos o por un proceso de crecimiento similar a la del nitruro de titanio. En la primera reacción puede tener lugar en función de las condiciones de reacción en el aire y cristales mixtos en la forma de nitruro de titanio carbono TiCN o Titancarboxinitruro TICON.
{\displaystyle \mathrm {Ti+C\longrightarrow TiC} }
Si se desea una composición especialmente pura, estequiométrica, se debe emplear una mezcla de cloruro de titanio (IV), tetracloruro de carbono e hidrógeno calentado a más de 1250 °C con barras de grafito.
{\displaystyle \mathrm {TiCl_{4}+CCl_{4}+4\ H_{2}\longrightarrow TiC+8\ HCl} }

## Aplicaciones
Se utiliza como material de recubrimiento para plaquetas de corte, fresas, brocas
La industria química como una parte integral de la sinterización de la familia-material de Ferro-titanita o en general, como un componente de resistencia ácido y aceros inoxidable y metales duros. Así es con hasta un 4 % de los metales duros del Grupo K, hasta un 10 % en los metales duros del grupo M y hasta un 43 % en el grupo de carburo P. El carburo de titanio aumenta la resistencia a alta temperatura, dureza y resistencia a la oxidación. La resistencia al desgaste, a la corrosión y a la oxidación de materiales de base carburo de tungsteno y cobalto, se pueden incrementarse entre un 6 a un 30 % gracias al carburo de titanio, pero a costa de aumentar la fragilidad, reduce la resistencia a la fractura del material.
Las brocas de perforación de acero de alta velocidad y sin la adición de tungsteno, se pueden producir mediante la adición de carburo de titanio basado en níquel y cobalto, aumentando de este modo su velocidad de corte, exactitud y mejor acabado de la superficie. También se utiliza para la obtención de materiales de cermet placa de metal duro que se utiliza para herramientas de corte.
Este material se refiere a veces como la cerámica de alta tecnología, y se utiliza para la protección térmica de las naves espaciales en la atmósfera de la Tierra.